# Johan Adlerklo
Johan Adlerklo, tidigare Aswer, född 8 september 1654 i Säby socken, Västmanlands län, död 26 april 1705, var en svensk häradshövding.

## Biografi
Adlerklo föddes 1654 på Mölntorp i Säby socken. Han var son till vantmakaren Herman Hermansson Aswer och Brita Larsdotter Björk. Adlerklo blev 24 februari 1677 auditör vid svenska livregementet till fot och 25 augusti 1689 häradshövding i Bobergs, Gullbergs, Bråbo och Finspånga läns häraders domsaga. Han adlades med namnet Adlerklo 6 maj 1693 och introducerades 1693 som nummer 1262. Adlerklo avled 1705 och begravdes i Tjällmo kyrka där hans vapen satte upp.

### Familj
Adlerklo gifte sig 19 maj 1684 med Anna Linroth. Hon var dotter till brukspatronen Elias Linderoth och Catharina Danckwardt. Anna Linroth hade tidigare var gift med brukspatronen Magnus Liwijn. Adlerklo och Linroth fick tillsammans barnen löjtnanten Elias Adlerklo (1685–1707), Johan Herman Adlerklo (1687–1688), fältväbeln Johan Gustaf Adlerklo (1688–1707) och löjtnanten Carl Magnus Adlerklo (1689–1717).